# Ressonador
Um ressonador ou ressoador é um dispositivo que exibe ressonância ou comportamento ressonante, isto é, oscila naturalmente a determinadas frequências, chamadas frequências de ressonância, com maiores amplitudes que outras.
O ressonador é configurado para ressonar em uma frequência em particular (ou em uma banda de frequência), de modo a amplificar os sinais de rádio em tal frequência, e ignorar os demais sinais.
1. ↑  «ressoador | Infopédia»